# Bogoiskatielstwo
Bogoiskatielstwo (ros. богоискательство, bogoiskatiel znaczy szukający Boga) – prąd religijno-filozoficzny w Rosji. Powstał w kręgu uczestników Petersburskich Religijno‑Filozoficznych Zebrań, które odbywały się w latach 1901–1903. Przedstawicielami bogoiskatielstwa byli Siemion Frank, Dmitrij Mereżkowski i jego żona Zinaida Gippius, ich przyjaciel Dmitrij Fiłosofow i in. W bogoiskatielstwie zwykło wydzielać się dwa zasadnicze kierunki. Bogoiskatieli częstokroć byli dysydentami religijnymi. Teodor Parnicki napisał cykl artykułów o bogoiskatielstwie rosyjskim.